# بن عودة المزاري
بن عودة المزاري مؤرخ ورجل عسكري جزائري من أشهر قياد المخزن في عهد أيالة الجزائر وخاصة بايلك الغرب وصاحب كتاب طلوع سعد السعود وأخذ العلم عن الشيخ محمد بن يوسف الزياني  توفي بعد عام 1897م